# Zawada Książęca
Zawada Książęca (niem. Herzoglich Zawada, 1937-1945 Rainfelde) – wieś w Polsce położona w województwie śląskim, w powiecie raciborskim, w gminie Nędza.
W latach 1975–1998 miejscowość administracyjnie należała do województwa katowickiego.

## Historia
Pierwsza niepewna wzmianka o Zawadzie Książęcej pochodzi według ks. Augustina Weltzla z 1493 roku. Wieś miała karczmę oraz 2 chałupników i 35 zagrodników w 1724 roku. Na początku XX wieku wieś liczyła 700 mieszkańców, należała wówczas do księcia von Ratibor.

## Gmina starokatolicka
W listopadzie 1871 roku kaznodzieja Paweł Kamiński pozyskał dla Kościoła starokatolickiego grupę wiernych wśród mieszkańców Zawady Książęcej, Łęgu oraz Ciechowic. Placówka ta upadła jednak w październiku 1872 roku na skutek zaangażowania rzymskokatolickiego proboszcza jemielnickiego Karla Gratzy, działającego z upoważnienia księcia-biskupa wrocławskiego Heinricha Förstera.